# Městská hromadná doprava v Bosně a Hercegovině

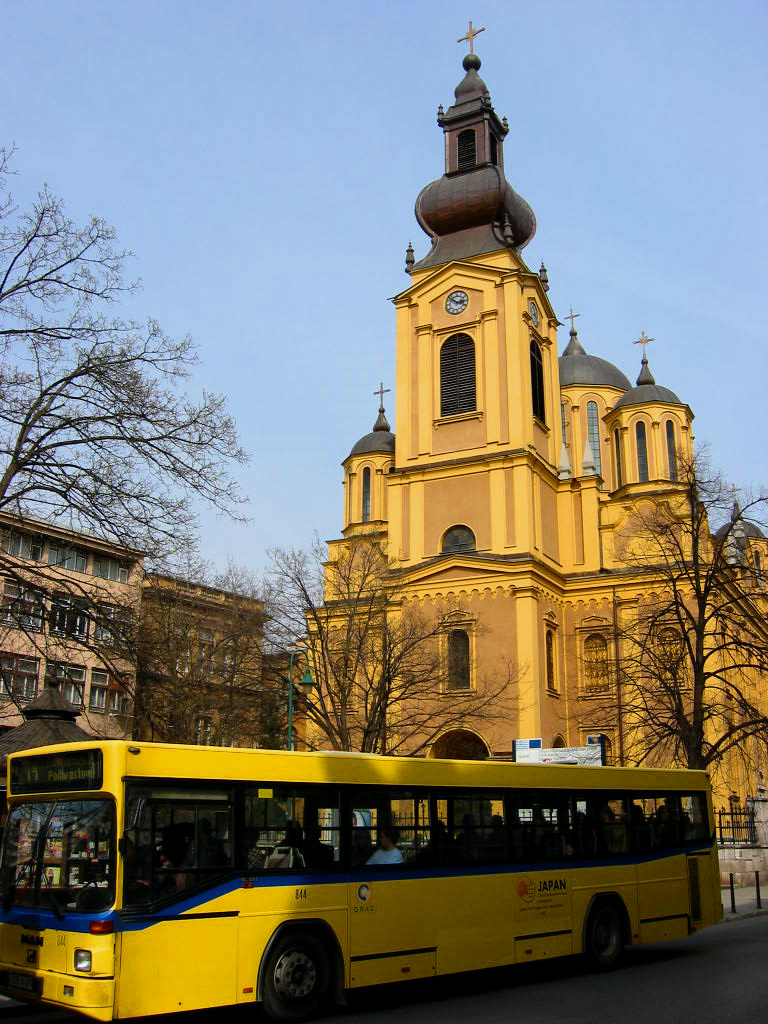
Městský autobus MAN v Sarajevu

Městská hromadná doprava v Bosně a Hercegovině je zajišťována zásadně autobusy; každé větší město má vlastní autobusovou síť. Výjimkou je hlavní město Sarajevo, kde se nachází síť tramvajová i trolejbusová. 

## Historie
Již na konci 19. století byla v Sarajevu zprovozněna tramvaj; později přibyly i trolejbusy. V 20. století se nakonec v mnohých městech rozvíjela i doprava autobusová, hlavně v časech Jugoslávie nastaly rozvoji zlaté časy. V 80. letech 20. století se uvažovalo o vybudování podzemní dráhy v republikové metropoli Sarajevu, což však nakonec zhatila válka. 
A právě ta způsobila na dopravní infranstruktuře velké škody. Nebyly totiž poničené jen významné komunikace, ale též i vozový park. S jeho obnovou, a to ve všech poškozených městech, pomohly buď zahraniční země (například nákup autobusů do Banja Luky z japonských fondů) a nebo byla nakoupena již vyřazená vozidla ze západoevropských zemí. Mnohé další zastaralé dopravní prostředky prošly rekonstrukcí (například některé sarajevské tramvaje byly opraveny v Česku).